# Carat

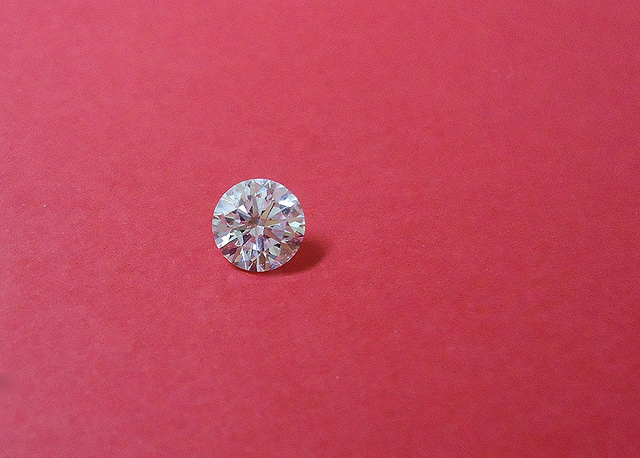
En briljantslipad diamant på 1 karat (200 mg).

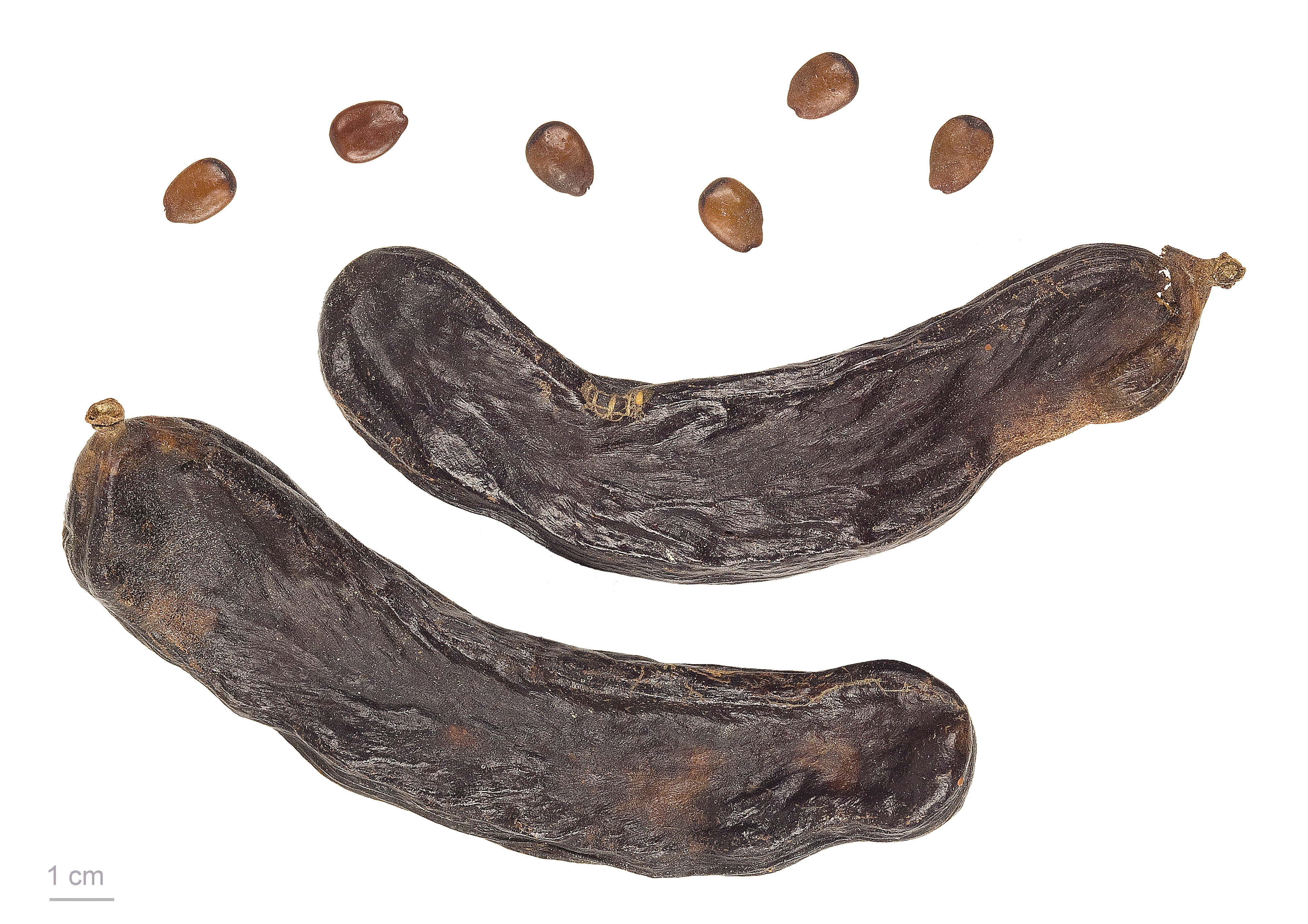
Carat är 0,2 g. Johannesbrödsfrön (arabiska: qirat) väger ca 0,2 g.

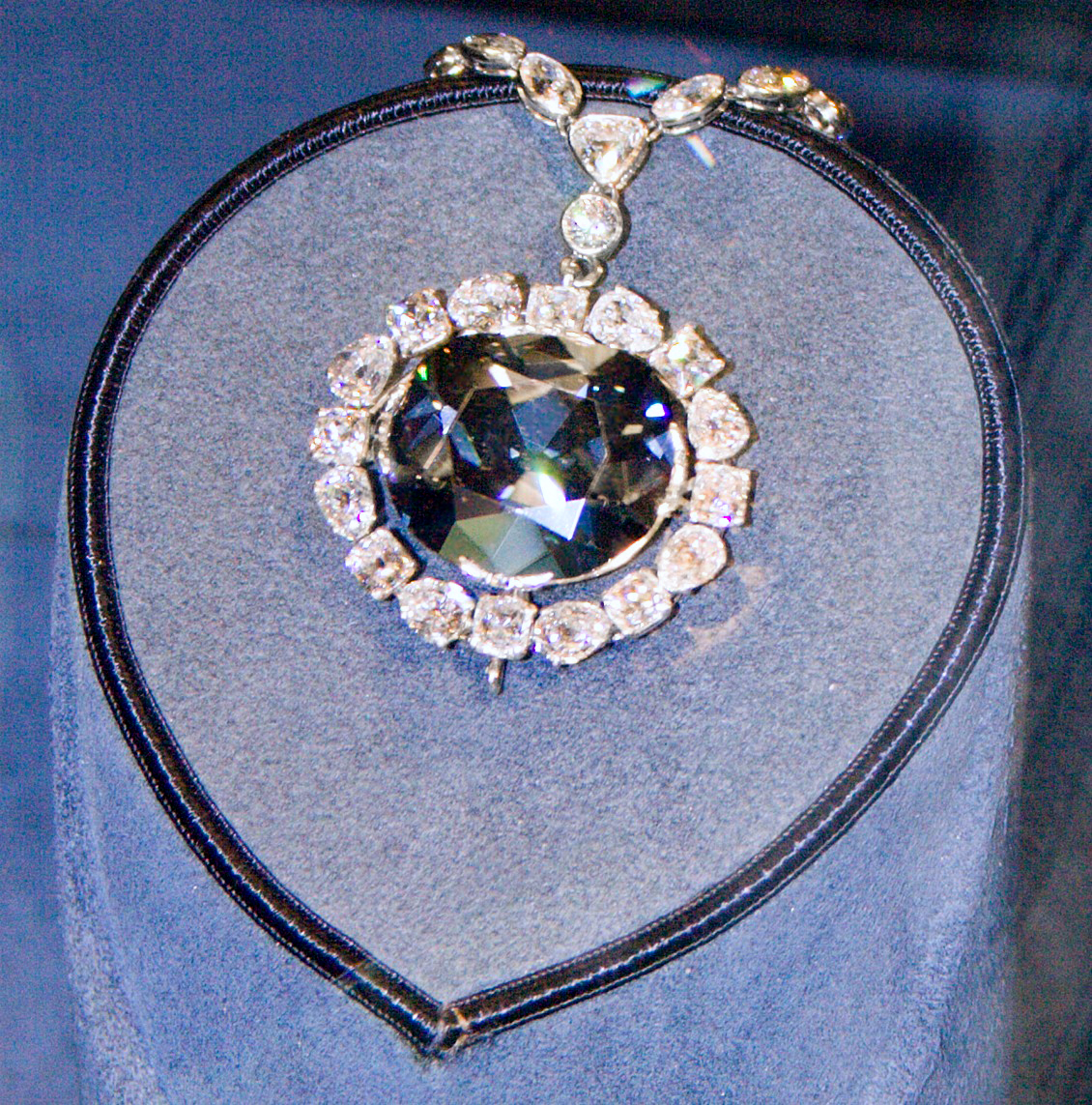
Den blå Hope-diamanten väger 45,52 carat.

Carat eller metrisk karat, c, är en massenhet för diamanter och andra ädelstenar. En carat/metrisk karat motsvarar 200 milligram (0,2 gram). 1 carat kan delas i 100 point. 1 point är alltså = 2 mg.
På svenska används den internationella stavningen carat (förkortas ct) för ädelstenar och äkta pärlor, medan stavningen karat (förkortat K) förbehålles renhetsmåttet (halten) karat, 1/24 av ren metall av slagen guld, platina och palladium (ädelmetaller).

## Etymologi
Etymologiskt kommer ordet från grekiskans κερατιον (via arabiskans qirat) vilket bokstavligen betyder litet horn, men också var en benämning på Johannesbrödsträdets frukter. Kärnorna från dessa användes förr som viktenheter vid handel  och har en ungefärlig vikt på 0,2 gram. Ordet karat har samma ursprung som carat.

## Definitioner
Den nuvarande (metriska) definitionen 200 mg infördes 1 april 1914 och har blivit standard i de flesta europeiska länder och sedan 1 juli 1914 även i USA.
När det gäller Sverige beslöt Riksdagen redan 1910 efter proposition av Regeringen, att metrisk carat skulle ersätta den gamla svenska caraten för såväl ädelstenar som för äkta pärlor.
Tidigare användes begreppet med varierande betydelse.
För pärlor och diamanter indelas 1 carat i 4 pearl grains eller metric grains, varigenom 1 pearl grain (eller metric grain) är lika med 50 mg[källa behövs]. Annars definieras 1 grain som lika med 64,79891 mg, och 1 pund är i sin tur lika med 7 000 grain. (För haltmåttet karat avser grän däremot 1/12 karat).